# Carlo Perris
Carlo Perris, född 18 april 1928 i Cosenza, Italien, död 30 oktober 2000 i Sävars församling, Umeå, var en italiensk-svensk psykiater. 
Perris blev medicine doktor i Pavia 1951, specialistbehörig i neurologi och psykiatri 1954, legitimerad läkare i Sverige 1962, fick svensk specialistbehörighet i psykiatri 1964, blev medicine doktor och docent i psykiatri vid Umeå universitet 1967 samt var professor i psykiatri där och överläkare vid psykiatriska kliniken Umeå lasarett från 1971. 
Perris innehade läkarförordnanden i Italien 1950–60, var underläkare och överläkare på Sidsjöns sjukhus 1960–65, klinisk lärare och biträdande överläkare vid psykiatriska kliniken på Umeå lasarett 1965–70, t.f. överläkare där och t.f. professor vid Umeå universitet 1970–71. Han var honorary president i World Federation Societies of Biological Psychaitry, ordförande Svenska föreningen för kognitiv psykoterapi och forskning. Han författade skrifter i neurologi, klinisk neurofysiologi, psykiatri, psykoterapi. 
Han var en av dem som införde begreppet kognitiv terapi i Sverige.
Han är far till Poul Perris.